# Le Monde diplomatique
« Le Diplo » redirige ici. Pour les autres significations, voir Diplo.
Pour les articles homonymes, voir Monde.
Le Monde diplomatique, surnommé le « Diplo », est un journal mensuel français fondé en mai 1954 par Hubert Beuve-Méry comme supplément au quotidien Le Monde.
À ses débuts il est destiné aux « cercles diplomatiques et aux grandes organisations internationales », créé sur l’initiative de François Honti, journaliste et ancien consul de Hongrie à Genève dans l'immédiat après-guerre.
À partir de 1973, sous la direction de Claude Julien, la ligne éditoriale du Monde diplomatique tend vers l'altermondialisme et la critique du libéralisme économique, publiant « autant de journalistes que d’universitaires, d’écrivains et de chercheurs ».
C’est aujourd’hui une filiale du Groupe Le Monde dont ce dernier détient 51 % de son capital, mais il est édité par une rédaction et une société distinctes de celles du journal Le Monde.
Le Monde diplomatique est connu pour maintenir ses distances avec le Groupe Le Monde.
En 2021, il compte 34 éditions internationales (25 imprimées et 9 uniquement numériques) en 24 langues tirées à environ 2,4 millions d'exemplaires.
À ce titre, Le Monde diplomatique est le mensuel français dont les articles sont les plus diffusés dans le monde. En 2019, en France, la diffusion totale moyenne du journal est de 170 507 exemplaires. En octobre 2021, le mensuel compte 123 273 abonnés.

## Organisation

### Capital
Autrefois simple supplément du quotidien, le « Diplo » a acquis progressivement son autonomie. À la suite de l'accession à la direction du Monde de Jean-Marie Colombani, il en devient en 1996 une filiale à hauteur de 51 %.
Le reste du capital est détenu par l'association des Amis du Monde diplomatique représentant les lecteurs (25 %) et par l'équipe rédactionnelle du journal (24 %) regroupée au sein de l'Association Günter Holzmann, du nom d'un généreux donateur qui permit le lancement de cette opération. Ensemble, ces parts sont supérieures à la minorité de blocage (33,34 %) et confèrent au journal une relative indépendance politique vis-à-vis du groupe Le Monde. Par exemple, le directeur de la publication n'est éligible que sur proposition du personnel du journal.
Bien que l'indépendance économique du Monde diplomatique vis-à-vis du groupe Le Monde soit limitée, la ligne éditoriale du journal est devenue largement autonome vis-à-vis de celle du quotidien depuis l'arrivée de Claude Julien à la direction de la rédaction en 1973. Par ailleurs, le « Diplo » affirme préserver sa ligne éditoriale face aux pressions des annonceurs en limitant la part de ses revenus générée par la publicité. De fait, la part de revenus provenant de la publicité est limitée à 5 %, chiffre largement inférieur à la moyenne de la presse française, qui tire entre 40 et 50 % de son chiffre d’affaires de la publicité.
Une équipe de neuf journalistes permanents (en 2006) assure la rédaction d'une petite partie des articles, la majorité étant écrite par des journalistes indépendants ou des intellectuels (universitaires, écrivains) d'origines et de nationalités variées.
À partir de 1989 l'impression sur les nouvelles rotatives du Monde à Ivry et le passage au format berlinois ont permis d'introduire la couleur. À l'initiative de Claude Julien, le mensuel a dès lors illustré ses articles de reproductions d'œuvres d'art contemporaines, longtemps choisies par Solange Brand. Le 3 février 1995 Le Monde diplomatique est le premier journal français à avoir une édition en ligne. Hébergé par le Cyberport de l’INA, il propose alors les articles de l’année passée. Depuis juillet 2002 le siège du journal se trouve au no 1, avenue Stéphen-Pichon dans le 13e arrondissement de Paris.
Le « Diplo » est présent au capital des éditions Cybermonde (33 % de l'édition en Espagne) et Le Monde diplomatique éditions arabes.
Il a pour principe professionnel de recouper ses informations. Ainsi la première page intérieure du mensuel comporte quelquefois la rectification d'errata. Cette page accueille la rubrique "Courrier" des lecteurs contestant ou précisant un article antérieurement publié.
Le journal ne bénéficie que peu des aides publiques à la presse. En 2012 il se situe au 178e rang des titres les plus soutenus par l’État, ayant reçu 188 339 euros. Alors que, selon la Cour des comptes, les aides publiques représentent entre 7,5 % et 11 % du chiffre d’affaires global des éditeurs, dans le cas du Monde diplomatique cette proportion tombe à 2 %.

## Composition du directoire et de la rédaction
Le directoire est composé de Benoît Bréville (président du directoire et directeur de la rédaction), de Vincent Caron, de Pierre Rimbert et d'Anne-Cécile Robert.
La composition de la rédaction est de même présentée dans l'ours du Monde diplomatique.
- Directeur de la rédaction : Benoît Bréville ;
- Rédacteur en chef : Akram Belkaïd ;
- Rédaction : Martine Bulard, Philippe Descamps, Évelyne Pieiller, Hélène Richard, Pierre Rimbert et Anne-Cécile Robert ;
- Cartographe : Cécile Marin.

Parmi les anciens membres notables du journal, on peut citer Ignacio Ramonet, Philippe Rekacewicz, Bernard Cassen, Mona Chollet, Serge Halimi, Dominique Vidal et Alain Gresh.
Les six directeurs successifs du Monde diplomatique sont :
- Hubert Beuve-Méry (fondateur) ;
- François Honti (1954-1972) ;
- Claude Julien (1973-1990) ;
- Ignacio Ramonet (1990-2008) ;
- Serge Halimi (2008-2023) ;
- Benoît Bréville depuis 2023.

## Ligne éditoriale
Cette section ne s'appuie pas, ou pas assez, sur des sources secondaires ou tertiaires indépendantes du sujet. Le texte peut contenir des analyses inexactes ou inédites de sources primaires.
Pour l'améliorer, ajoutez-en, ou placez des modèles {{Source secondaire souhaitée}} ou {{Source secondaire nécessaire}} sur les passages mal sourcés. (août 2024)
Le Monde diplomatique traite d'une grande variété de sujets :
- géopolitique, relations internationales, citons : les émeutes au Kenya[18], la Bolivie[19], les relations entre les États-Unis et la Russie[20].
- économie, par exemple la crise alimentaire[21], Carlos Slim[22], les fonds souverains[23].
- questions sociales, dont par exemple : le droit des femmes[24], la Chine[25], la protection sociale[26]...
- écologie, entre autres sujets : le barrage des Trois Gorges[27], les conséquences de l'accident radioactif de Tchernobyl[28].
- culture, comme la musique techno[29], la radio californienne KPFA -emblème de la contre-culture américaine-[30].
- médias, par exemple la BBC[31], l'émission Democracy Now![32], la liberté de la presse[33].

La ligne éditoriale du journal, en raison de son caractère engagé en faveur d'une gauche de rupture avec le capitalisme, lui vaut de virulentes critiques.
Certains détracteurs lui reprochent, par exemple, des positions qualifiées de « propalestiniennes » et d'« antisémites », ou encore des articles jugés favorables à Fidel Castro ou Hugo Chávez. Mais, à l'opposé, l'Américain Edward Herman qualifie Le Monde diplomatique de « média dissident » et le considère comme « probablement le meilleur journal au monde ».
En avril 2016, Le Figaro désigne le Monde diplomatique comme la matrice idéologique du mouvement de contestation sociale et politique Nuit debout.
D'après Le Monde, Le Monde diplomatique « prône un journalisme de temps long, quand une majorité des médias concentrent leur énergie sur leur flux d’information. »
L'intersection des journalistes d'Acrimed et de ceux du Monde Diplomatique n'est pas vide (Pauline Perrenot, David Garcia, Julien Salingue ...).

### Critique du néolibéralisme
Jadis tenant d'une ligne éditoriale tiers-mondiste, caractérisée dans les années 1960 par l'intérêt porté aux nouveaux États nés de la décolonisation, le journal se veut critique de tout impérialisme, entre autres américain. Depuis la fin de la Guerre froide, le journal s'est rapproché du mouvement alter-mondialiste, se faisant l'un des hérauts de la critique de la mondialisation « néo-libérale ». Il a ainsi soutenu la lutte des zapatistes, mouvement de guérilla mexicaine s'étant soulevé le 1er janvier 1994, le jour même de l'entrée en vigueur de l'Accord de libre-échange nord-américain (ALENA), entre autres en publiant des articles du sous-commandant Marcos.
L'éditorial célèbre d'Ignacio Ramonet, publié en 1995, a ainsi mis en circulation le terme de « pensée unique » pour critiquer le dogme néolibéral.
Ainsi, Ignacio Ramonet pouvait écrire :
« À cet égard, la Chine constitue un cas d’école et anticipe sur la question qui se posera demain à propos de l’Inde, du Brésil, de la Russie ou de l’Afrique du Sud : comment arracher des milliards de personnes à la détresse du sous-développement sans les plonger dans un modèle productiviste et de consommation « à l’occidentale », néfaste pour la planète et mortel pour l’ensemble de l’humanité ? »
La rédaction a pris une part active dans l'émergence, en France, du mouvement altermondialiste. Ainsi, c'est à la suite de la parution d'un éditorial écrit par Ignacio Ramonet en décembre 1997 que fut créée l'association ATTAC. Le journal a relayé des campagnes d'ATTAC (par exemple contre les paradis fiscaux et le secret bancaire). Il est également à l'initiative et membre fondateur de l'Observatoire français des médias, créé à la suite du Forum social mondial de Porto Alegre en 2002. Adepte des grandes enquêtes, le journal s'est montré très critique envers les nouvelles stratégies boursières sacrifiant l'emploi à la rentabilité et le Théorème de Schmidt voulant que l'emploi dépende de la rentabilité des entreprises.
Le Monde diplomatique entretient un rapport ambigu avec la philosophie de Toni Negri et Michael Hardt et leur concept « d'Empire » néolibéral qui englobe non seulement les États-Unis ou la Triade (États-Unis, Union européenne, Japon) mais aussi l'ensemble des institutions internationales (FMI, Banque mondiale, OMC, etc.). Si le philosophe de la Gauche radicale italienne a pu présenter sa pensée dans les colonnes du Diplo et a été invité à prendre la parole à l'occasion de la célébration des 50 ans du journal, il a été critiqué par André Bellon au nom de la défense des États comme « expression de la souveraineté populaire ». Le Monde diplomatique publie aussi régulièrement des articles critiquant l'oligarchie française ou l'« hyperbourgeoisie » mondiale. Certains articles dénoncent un (supposé) manque d'empressement de la COB (Commission des opérations de bourse) à signaler à la justice les opérations douteuses, ou bien les façons multiples qu'ont certains milliardaires (dont François Pinault) d'éviter de payer l'impôt sur le revenu.
C'est dans son édition de février 2007, dans un article de Frédéric Lordon, qu'est née l'idée d'un impôt innovant appelé SLAM.
Par ailleurs la rédaction du Diplo et l'association des lecteurs du journal ont activement participé à la création des Rencontres déconnomiques d'Aix-en-Provence qui rassemblent depuis 2012, annuellement et dans un esprit clairement satirique, les économistes s'opposant au néo-libéralisme. Un article de Renaud Lambert, publié dans Le Monde diplomatique de mars 2012 dénonçant les liens entre économistes néo-libéraux et groupes bancaires fut d'ailleurs un des éléments déclencheurs de la création des Rencontres déconnomiques.

### Critique de l'impérialisme américain
La ligne anti-impérialisme américain se développe tout naturellement en Amérique du Sud, champ privilégié de l'influence des États-Unis. Le journal défend Fidel Castro et Hugo Chávez, quitte à prêter le flanc à une critique l'accusant de complaisance excessive. Le journal désapprouve les violations des droits humains à Cuba, mais il les relativise (par rapport à d'autres pays), les explique et les contextualise sous l'effet des pressions américaines et du « blocus » américain sur Cuba.
Philippe Val, rédacteur en chef de Charlie Hebdo, accuse la rédaction du Monde diplomatique, et Ignacio Ramonet en particulier, d'une amitié avec les dirigeants Fidel Castro et Hugo Chávez. Bernard-Henri Lévy dénonce lui aussi une position qui serait, selon lui, modérée vis-à-vis du régime communiste de Fidel Castro à Cuba.
Au sujet de ces accusations, Ignacio Ramonet dénonce un « anticastrisme primaire » et répond en avril 2002 :
« Sur le plan des libertés [à Cuba], les choses sont loin d'être satisfaisantes, comme Le Monde diplomatique n'a pas manqué de le signaler. Et le dernier rapport d'Amnesty International sur Cuba constate qu'"au moins treize personnes considérées par Amnesty International comme des prisonniers d’opinion se trouvaient derrière les barreaux à la fin de l’année 2000". C'est grave [...] mais c'est loin d'être le « goulag » annoncé. Le rapport ne signale ni torture, ni "disparition", ni assassinat. Pas un cas. Alors que dans des "démocraties" toutes proches — Guatemala, Honduras, Haïti, voire au Mexique ou au Brésil — des syndicalistes, des opposants, des journalistes, des prêtres, des maires continuent d'être assassinés... ».
Il est par ailleurs arrivé à plusieurs reprises au Monde diplomatique de critiquer la politique cubaine.

### Critique de la société sécuritaire
Le journal critique la « pression sécuritaire », notamment celle qui, en France, pèse sur les « jeunes issus de l'immigration », et plus généralement celle qui dans le monde, au motif de l'antiterrorisme, fut occasionnée par les attentats du 11 septembre 2001.

### Regard critique sur l'Histoire
Le mensuel se veut engagé dans la lutte contre le révisionnisme historique, notamment pour rappeler les réalités du génocide des juifs européens, les massacres ou déshumanisations liés au colonialisme (massacre du 17 octobre 1961), dénoncer les zoos humains ou la façon dont l'État français gère les archives. L'historienne marxiste Annie Lacroix-Riz y rédige quelques articles, mais surtout des comptes-rendus de lecture pour la section « Les livres du mois ».

### Critique de la politique israélienne
Au sujet du conflit israélo-palestinien, le Monde diplomatique a adopté une ligne très critique à l'égard de la politique de l'État d'Israël. En particulier, le journal reproche à ce dernier de ne pas avoir respecté les différentes résolutions du Conseil de sécurité et de l'Assemblée générale de l'ONU depuis 1947 ainsi que sa politique de peuplement des territoires palestiniens occupés.
Il ouvre régulièrement ses colonnes à des personnalités pro-palestiniennes en faveur du droit international, comme le journaliste Michel Warschawski, la cinéaste Simone Bitton, le médecin et ancien président de Médecins sans frontières Rony Brauman, le journaliste Uri Avnery et l'historien post-sioniste Ilan Pappé. Le Monde diplomatique donne également la parole à plusieurs tendances de la gauche israélienne : Amram Mitzna ou Yossi Beilin du Parti travailliste israélien mais aussi à des intellectuels palestiniens : Edward Saïd, Mahmoud Darwich ou Fayçal Husseini.
Une étude de Samuel Ghiles-Meilhac, parue en 2006, retrace l'histoire du Monde diplomatique et de ses prises de position, en particulier à l'égard du Moyen-Orient. Samuel Ghiles-Meilhac rappelle qu’en 1954 le « Journal des cercles consulaires et diplomatiques », mensuel au service des diplomates, était favorable à Israël, de même que le ministère des Affaires étrangères. Mais tout comme ce dernier après la guerre des Six Jours, le journal a changé après 1967. Sous la direction de Claude Julien il est devenu, selon Samuel Ghiles-Meilhac, un journal de la gauche radicale, « se revendiquant engagé et militant, caution intellectuelle de la gauche tiers-mondiste, élément central du mouvement français de solidarité avec les Palestiniens ». D'après Samuel Ghiles-Meilhac, beaucoup de collaborateurs du journal sont engagés dans le soutien de la cause palestinienne et en faveur du droit international : Amnon Kapeliouk, Joseph Algazy, Michel Warschawski, Samir Kassir, Éric Rouleau, Edward Saïd, Étienne Balibar, Alain Gresh, Dominique Vidal et Serge Halimi.
La position du Monde diplomatique sur le conflit israélo-palestinien est vue par Alexandre del Valle comme une accusation à l'égard d'Israël d'être l'unique responsable des problèmes d'une paix qui tarde à venir. L'auteur fait le reproche au journal de partager les vues propalestiniennes et pour les résolutions de l'Onu d'un certain nombre de personnalités qui interviennent régulièrement dans ses colonnes.
Au sujet du sionisme, Alain Finkielkraut a émis une critique virulente, écrivant, sans sourcer ses graves accusations, que « pour Le Monde diplomatique et pour Télérama, tous les sionistes sont des chiens, presque tous les Juifs sont des sionistes et donc des chiens, sauf Rony Brauman, ce juif qui sauve l’honneur. »
Dans un éditorial publié sur le site du journal, Dominique Vidal précise clairement la position du Monde diplomatique à l'égard du sionisme :

« Le Monde diplomatique considère le droit à l’existence et à la sécurité d’Israël comme une des conditions sine qua non d’une paix juste et durable au Proche-Orient. »

Concernant l'antisémitisme, un magazine édité par le Fonds social juif unifié et consacré au judaïsme français, L'Arche dénonce en mai 2005 l'attitude de l'association Les Amis du Monde diplomatique pour son soutien au livre d'Alain Ménargues, Le Mur de Sharon, que L'Arche juge antisémite. Le rédacteur en chef de L'Arche, Méir Waïntrater, reprochait le silence de Dominique Vidal depuis la sortie du livre. Cela dit, Dominique Vidal dénonce trois mois plus tard, dans les colonnes du Monde diplomatique, les passages du livre reprenant des thèmes jugés antisémites par L'Arche, écrivant que, « caractéristiques de la propagande antisémite, ces thèses essentialistes – que nous rejetons s’agissant de l’islam comme du christianisme – sont aussi absurdes que dangereuses. »
L'auteur Alain Ménargues dénonce alors ce qu'il considère comme :

« la technique classique de l’amalgame et du syllogisme hasardeux, utilisée par L’Arche dans son cas comme pour tous ceux qui critiquent la politique israélienne d’Edgar Morin en passant par Pascal Boniface et Daniel Mermet. Une technique — décrite par l’avocat Guillaume Weil-Raynal dans son livre Une Haine imaginaire (éditions Armand Colin, 2005) — qui consiste à l’utilisation systématique de l’antisémitisme pour interrompre toutes critiques réelles et sérieuses de la politique israélienne. »

Il a dit s'étonner qu'un mensuel qui se veut ouvert au débat comme le Monde diplomatique cède à ce qu'il juge être des « pressions injustifiées ».
Ces accusations, reprises par la rédaction, ont eu pour effet:
- la démission en bloc du jury du prix littéraire des Amis du Monde diplomatique (placé sous le parrainage des prix Nobel Dario Fo et José Saramago ainsi que du cinéaste Costa-Gavras et de l’écrivain José Luis Sampedro) qui avait retenu Le Mur de Sharon parmi les 29 sélectionnés pour son prix 2005 ;
- une crise interne qui provoqua un changement à la tête de la rédaction du Monde diplomatique.

## Controverses et polémiques

### Désaccords au sein de la rédaction
Fin 2005, des désaccords apparaissent au sein de l'association ATTAC, recoupant ceux au sein du Monde diplomatique. Les divergences entre Bernard Cassen, Jacques Nikonoff, Ignacio Ramonet et Maurice Lemoine d'une part, Dominique Vidal et Alain Gresh d'autre part, amènent ces derniers à démissionner en janvier 2006 de leur poste de directeurs de rédaction du Monde diplomatique, restant membres de la rédaction comme journalistes.
Le quotidien Libération estime que : « Alain Gresh et Dominique Vidal se situent dans un courant de « gauche internationaliste » qui s'oppose à une mouvance chevènementiste ou « nationale-républicaine », où l'on retrouve, avec des nuances, Bernard Cassen et le nouveau rédacteur en chef, Maurice Lemoine ». Selon le même journal, les tensions viennent notamment : de divergences sur la question de la laïcité et du voile, la position de Ignacio Ramonet au sujet du régime cubain ; et de désaccords au sujet des FARC colombiens. L'association des lecteurs propose alors l'élection de Serge Halimi comme directeur de publication, proposition adoptée à l'unanimité des trois collèges, Alain Gresh devenant directeur adjoint de la publication.

### Polémiques sur la publicité
Des critiques sur l'apparition d'annonces publicitaires dans le journal émanent parfois d'une partie des lecteurs,. Le plus souvent, les reproches concernent des publicités pour des activités dont le journal, par ailleurs, critique le mode de fonctionnement, par exemple les complémentaires santé, les services bancaires ou les produits pharmaceutiques. Ces lecteurs estiment que ces annonces pourraient affecter la ligne éditoriale et, en particulier, limiter la liberté d'expression sur les thèmes en question.
Deux campagnes publicitaires ont notamment rencontré un flot important de critiques. En novembre et décembre 2003, des annonces publicitaires pour IBM et pour Renault occupent deux pages complètes. Dans les éditions de février et mars 2004 apparaissent des annonces de Microsoft, pourfendeur du logiciel libre, alors même que le mensuel publie des articles favorables aux logiciels libres et qu'il les utilise pour son site internet (SPIP).
En réponse à ces critiques, l'équipe éditoriale apporte les éléments suivants :
- elle affirme ne pas contrôler le contenu des annonces, qui est décidé par une régie publicitaire (ces annonces publicitaires étant, dans les journaux, l'objet du groupe publicitaire disposant de pages) ;
- Le Monde Diplomatique veille à ce que les recettes publicitaires n'excèdent pas 5 % de son chiffre d’affaires (la moyenne de la presse généraliste étant plus proche de 40 %)[71].
- la double page centrale et la dernière page ne sont plus proposées aux annonceurs (depuis mai 2002)[71].

Le journal a également publié des articles critiques sur la publicité.

### Traitement de l'invasion de l'Ukraine par la Russie
La couverture de l'invasion de l'Ukraine par la Russie, notamment des éditoriaux de Serge Halimi et Pierre Rimbert, sont critiqués par Médiapart en novembre 2022 comme reprenant « des arguments typiques de la rhétorique poutiniste sur la présence nazie en Ukraine », ainsi que pour leur mise en cause des sanctions économiques occidentales, ou la question de l'envoi d'armes à l'Ukraine. Arrêt sur images relaye cette critique dans une enquête en avril 2023, provoquant des réactions négatives de leurs lecteurs, une réponse du directeur de la rédaction Bénoît Bréville critiquant des « contre-vérités et des approximations », et in fine un billet du médiateur d'Arrêt sur images. L'observatoire de critique médias Acrimed critique également l'enquête d'Arrêt sur images car « tronquant les faits » et « extrapolant des informations incomplètes ».
Dans son édition de mars 2023, Le Monde diplomatique épingle divers médias, dont Politis, sur leur traitement de la guerre en Ukraine ; l'hebdomadaire se demande en réponse : « Quoi faire si l’on condamne l’agression russe, mais que l’on juge l’aide à Kyiv superflue, voire néfaste ? ».
L'Observatoire du journalisme, association d'extrême droite de critique des médias, rédige plusieurs textes élogieux sur le journal. L'un vante un article du Monde Diplomatique critiquant le « sentiment anti-russe marqué » des médias français dans le contexte de la révolution de Maïdan et du tir d'un missile sur un avion de ligne par des séparatistes pro-russes en 2014. Deux autres textes font la promotion de numéros du Monde Diplomatique, l'un publié en avril 2022 après l'invasion de l'Ukraine par la Russie et le second en juin 2022, qui se consacrent à la critique de l'OTAN et de l'Union européenne tout en promouvant la neutralité dans le conflit,.

### Journaliste et propagandiste russe
D'après une enquête de l'hebdomadaire Le Point publiée en février 2024, Olesya Orlenko, une « agent d'influence du Kremlin » et historienne russe, a travaillé pendant des années pour L'Humanité et Le Monde diplomatique (entre 2019 et 2022) tout en conservant « des liens étroits avec les services secrets du Kremlin » et participant à des opérations d'influence,. Le Monde Diplomatique dément et parle d'une nouvelle « fake news » du Point. Le journal précise que cette personne a publié en tout et pour tout « un billet sur le Covid à Moscou, critique des mesures gouvernementales », puis une « lettre de Donetsk » publiée sur un blog du site le 1er mars 2022. Olesya Orlenko cesse, selon le journal, de traduire les articles du Monde diplomatique en russe en septembre 2022. Le Monde diplomatique accuse enfin Le Point de régulièrement le dénigrer sous « la plume de son chroniqueur vedette, Bernard-Henri Lévy » rappelant que celui-ci et le directeur du Point  avaient été condamnés en diffamation en 2013 pour avoir indirectement associé le journal à un groupuscule néonazi.

### Positionnement envers les soignants non vaccinés après le Covid-19
Il est accusé par Conspiracy Watch d'avoir pris position en faveur de la réintégration des soignants non vaccinés à la suite de l'épidémie de Covid-19  et de donner du même coup raison aux opposants aux vaccins. Libération souligne que le Monde diplomatique a ravivé les tensions sur un sujet hautement polémique en prenant une position controversée avec des arguments contestables.

## Diffusion
Voici la diffusion mensuelle moyenne du Monde diplomatique, selon les données de l'OJD.
| Année                                      | 2009    | 2010    | 2011    | 2012    | 2013    | 2014    | 2015     | 2016    | 2017    | 2018    | 2019    | 2020    | 2021    | 2022    | 2023    | 2024    |
| ------------------------------------------ | ------- | ------- | ------- | ------- | ------- | ------- | -------- | ------- | ------- | ------- | ------- | ------- | ------- | ------- | ------- | ------- |
| Diffusion France payée (moyenne mensuelle) | 123 927 | 123 753 | 117 956 | 111 622 | 112 850 | 111 643 | 128 511  | 129 141 | 134 698 | 135 222 | 143 872 | 153 912 | 153 157 | 153 528 | 140 621 | 142 336 |
| Diffusion totale (moyenne mensuelle)       | 163 703 | 159 903 | 152 650 | 144 000 | 142 104 | 140 779 | 159 095  | 158 469 | 163 097 | 163 409 | 171 905 | 179 943 | 178 489 | 180 279 | 165 576 | 167 089 |
| Évolution                                  | -       | - 2,3 % | - 4,5 % | - 5,7 % | - 1,3 % | - 0,9 % | + 13,0 % | - 0,4 % | + 2,9 % | + 0,2 % | + 5,2 % | + 3,3 % | -0,8%   | +0,2%   | -8,1%   | +0,9%   |

## Éditions internationales
Dès les années 1975 deux éditions sont apparues au Portugal et en Grèce, suivies dans les années 1980 par une édition en espagnol et une édition en arabe. À la fin des années 1990 le mouvement se développe : allemand et italien depuis 1995, édition Cône sud en Amérique du Sud, puis grec. Le mouvement s'amplifie avec le russe, le polonais, l'hindi, le coréen, etc. Aux versions imprimées s'ajoutent de nouvelles éditions électroniques (farsi, japonais, catalan, espéranto, etc.). Les éditions étrangères prennent différentes formes : mensuel, supplément mensuel ou hebdomadaire d'un autre titre de presse, trimestriel, etc. À la simple traduction des articles de l'édition française s'ajoutent jusqu'à 20 % d'articles rédigés par l'édition locale. L'édition anglophone est née en 1999 d'un partenariat avec The Guardian Weekly.
En février 2009, Le Monde diplomatique est publié en 26 langues, dont l'espéranto, à travers 72 éditions internationales, dont 46 imprimées (avec un tirage total de 2,4 millions d’exemplaires) et 26 électroniques, qui couvrent l'essentiel de l'Europe, de l'Amérique du Sud et du monde arabe avec, entre autres, une édition palestinienne. Ce nombre est de 47 éditions internationales en 28 langues en février 2013 et de 25 langues pour 34 éditions internationales en 2025, dans des langues allant de l'albanais au kurde et au coréen. On recense en 2024 24 éditions imprimées et 12 numériques. Nombreuses sont ces éditions internationales qui sont adossées à un périodique local (comme Die Tageszeitung en Allemagne, Il manifesto en Italie ou Kapital en Slovaquie) ou des instituts de recherche (comme l’Institut pour les politiques sociales en Albanie). Dans les autres cas, il est édité par une société locale au nom du Monde diplomatique, une maison d’édition locale ou une association,. Une édition électronique en espéranto est éditée à Cuba et en France. En Turquie sa diffusion est assurée en collaboration avec Cumhuriyet, l'un des journaux de référence du pays. L'édition kurde est relancée en 2020 ainsi que l'édition macédonienne.
Les éditions en arabe sont réalisées à Paris par une filiale partenaire de A Concept Mahfoum.
En raison de son contenu la diffusion mensuelle du journal s'avère régulièrement suspendue par la censure menée par des régimes autoritaires comme en Égypte, en Algérie ou au Brésil, ou par le boycott publicitaire tel qu'en Serbie.

Dans l'édition de juillet 2022, le mensuel s'honore de la diversité linguistique de ses éditions et de ses partenariats internationaux ; il l'apparente à un combat de résistance contre la normalisation culturelle et linguistique qu'induit la primauté du globish aiguillonné par l'usage de Google.

« Nous sommes en l'an 2024 après Google ; toute la diversité linguistique du monde se trouve renvoyée aux logiciels de traduction automatisée ou condamnée à la syntaxe primitive du globish. Toutes ? Non car un journal peuplé d'irréductibles journalistes résiste encore et toujours. De petites équipes continuent de traduire, chaque mois et partout dans le monde les articles du Monde diplomatique  dans leur langue, voire leur écriture, depuis des idiomes les plus répandus (anglais, espagnol...) jusqu'à ceux qui le sont moins (kurde, coréen, norvégien, espéranto...)... »

### Journal audio
Chaque mois, une sélection d’articles lus par des comédiens professionnels est accessible aux abonnés.

### Publications annexes
Une revue thématique bimestrielle appelée Manière de voir compile des articles parus dans le Monde diplomatique et des articles inédits écrits à l'occasion de la publication de cette revue.
Le Monde diplomatique a publié, fin octobre 2010, une édition hors série le Monde diplomatique en bande dessinée, sélectionnée pour le Prix France Info de la Bande dessinée d’actualité et de reportage.
À rythme triennal, le « Diplo » publie également trois atlas traitant respectivement de sujets d'ordre environnemental, géopolitique et historique, des contre-manuels d'économie (en 2014) et d'histoire.
Ainsi, en septembre 2014 le Monde diplomatique a édité un « contre-manuel d'histoire ». Cette publication vise explicitement à réhabiliter le rôle des prises de conscience collectives des peuples dans la fabrication de leur histoire, critiquant dès lors une héroïsation des événements et des faits historiques portés par les médias spécialisés. Loin de se placer dans le cadre habituel du récit national porté par l'épopée singulière de grands personnages, ce manuel critique, notamment destiné au public scolaire, a vocation à rétablir l'articulation des effets et des causes et à éclairer ceux-ci par les regards croisés des divers protagonistes.
Dans la même veine, Le Monde diplomatique a publié en 2016 un manuel critique d'économie pour lequel l'ambition annoncée est « de rendre l’économie accessible au plus grand nombre et en souligner la nature politique. ». Il propose, là encore de manière volontairement accessible et pédagogique, un regard alternatif aux thèses économiques dominantes.

### Lectorat
Un sondage sur le lectorat abonné et non abonné de la version française effectué en 2018 et traité par Ensai Junior Consultant (ENSAI Rennes) a permis de voir sur un panel de 15 970 individus les conclusions suivantes:
- le journal est majoritairement lu par des hommes (70 %) et des professions et catégories socioprofessionnelles supérieures, mais également par 7,6 % d'employés et 10,5 % de professions intermédiaires ;
- le lectorat se situe principalement dans la tranche d'âge 50-65 ans, avec une surreprésentation des 25-35 ans par rapport à la population française ;
- la position politique se situe principalement à gauche avec une forte appartenance à La France insoumise (28,6 % pour les non-abonnés et 35,2 % pour les abonnés) et à l'extrême gauche. Toutefois, une part significative déclare ne se sentir proche d'aucun courant politique particulier (10,9 % pour les abonnés et 15,2 % pour les non-abonnés) ;
- le niveau d'études des lecteurs du Monde diplomatique est élevé avec une forte présence des personnes ayant un bac +3/+4 (30 % pour les non-abonnés et 29,3 % pour les abonnés) et un bac +5 (37,7 % pour les non-abonnés et 40,5 % pour les abonnés).

Cette étude, première réalisée depuis 20 ans, permet aussi de voir que la connaissance du journal se fait principalement par un proche (38,1 %) ou par les études (25,9 %), qu'ils sont fidèles depuis une longue durée (9,5 % ont commencé à lire le journal entre 21 et 30 ans), mais qu'une partie du lectorat est récent (19 % achètent le journal depuis 2 ans ou moins). Aussi, les lecteurs du Monde diplomatique sont fidèles à d'autres journaux comme Le Monde, Libération ou encore des revues alternatives comme Fakir, Mediapart ou Alternatives économiques.

## Communication
Le 2 février 1995, le journal devient le premier en France ayant une présence sur internet.
Le Monde diplomatique possède une plateforme de réseau social dédiée aux Amis du Monde diplomatique.
Le journal a la particularité d'avoir très tôt numérisé sur un unique DVD-rom, accessible à l'achat, l'ensemble des articles publiés dans son édition en langue française depuis sa fondation en 1954 (44 149 articles rédigés par 8816 auteurs), allemande (idem depuis 1995), anglaise (idem depuis 1996), espagnole (idem depuis 1997), italienne (idem depuis 1997) et portugaise (idem depuis 1999). Depuis lors ce volumineux fonds d'archive a été converti en un accès en ligne.
Le mensuel entretient un flux RSS et publie sur les réseaux sociaux Facebook, Instagram et Mastodon.